# John Wilbur Atwater
John Wilbur Atwater (* 27. Dezember 1840 bei Fearrington, Chatham County, North Carolina; † 4. Juli 1910 ebenda) war ein US-amerikanischer Politiker. Zwischen 1899 und 1901 vertrat er den Bundesstaat North Carolina im US-Repräsentantenhaus.

## Werdegang
John Atwater besuchte die öffentlichen Schulen seiner Heimat und die William Closs Academy. Danach wurde er Farmer. Während des Bürgerkrieges diente er im Heer der Konföderation unter dem direkten Kommando von General Robert Edward Lee. Er war auch bei dessen Kapitulation bei Appomattox Court House anwesend.
In den 1880er Jahren schloss sich Atwater der Farmerbewegung an und wurde deren Vorsitzender im Chatham County. Später wurde er Mitglied der Populist Party. In den Jahren 1890, 1892 und 1896 wurde er in den Senat von North Carolina gewählt. Bei den Kongresswahlen des Jahres 1898 wurde Atwater im vierten Wahlbezirk seines Staates in das US-Repräsentantenhaus in Washington, D.C. gewählt, wo er am 4. März 1899 die Nachfolge von William Franklin Strowd antrat. Da er im Jahr 1900 nicht bestätigt wurde, konnte er bis zum 3. März 1901 nur eine Legislaturperiode im Kongress absolvieren.
Nach seinem Ausscheiden aus dem US-Repräsentantenhaus zog sich Atwater wieder aus der Politik zurück. In den folgenden Jahren arbeitete er wieder als Farmer. Er starb am 4. Juli 1910 in seinem Geburtsort Fearrington.